# Lanxess
Lanxess AG es una multinacional química con sede en Leverkusen (Alemania), escindida de Bayer en 2005. Desde entonces opera como una compañía independiente. Se especializa en la producción y comercialización de plásticos, cauchos, aditivos y productos químicos especiales.
Cotiza en la Bolsa de Fráncfort y tiene presencia en 33 países. Cuenta con 14 000 trabajadores a nivel global en 2022. Posee un portafolio que comprende aproximadamente 5000 productos químicos.

## Historia
Las raíces de la empresa se remontan a 1863, el año en que se fundó Bayer AG. En noviembre de 2003, como parte de una importante reestructuración, el Grupo Bayer decidió escindir gran parte de sus actividades químicas y alrededor de un tercio de su negocio de polímeros en una empresa independiente. El 1 de julio de 2004, Lanxess se posicionó internamente en las nuevas estructuras. En noviembre de 2004 se celebró en Essen la Asamblea General Extraordinaria de Bayer AG. Más del 99% del capital presente votó por la escisión de Lanxess de Bayer. Durante la escisión, todos los accionistas de Bayer recibieron una acción nueva de Lanxess sin cargo por cada diez acciones de Bayer. Axel Heitmann fue elegido presidente de la junta.
El nombre LANXESS se compone de la palabra francesa «lancer» (poner en marcha, lanzar) y la palabra inglesa «success» (éxito).

## Productos y servicios
El negocio principal es el desarrollo, fabricación y venta de productos intermedios, aditivos, productos químicos especiales y plásticos. La empresa se divide en cuatro áreas de negocio. Con su unidad de negocio de Intermedios Avanzados, Lanxess comercializa intermedios industriales como derivados del benceno o aminas, así como pigmentos inorgánicos, alcohol bencílico y mentoles. La división de Materiales de Ingeniería vende plásticos, mientras que la división de Aditivos Especiales se ocupa de los aditivos para las industrias de plásticos y lubricantes. La división de Protección al Consumidor vende sustancias relacionadas con el consumidor, como fragancias, conservantes, desinfectantes, resinas de intercambio iónico y plaguicidas.
Lanxess es también el patrocinador principal del Lanxess Arena.

## Adquisiciones
En octubre de 2011, Lanxess reforzó su cartera mundial de plastificantes con la adquisición de UNITEX, una compañía de especialidades químicas con sede en Greensboro (Carolina del Norte), Estados Unidos.
En 2016, la empresa comenzó a centrarse en el mercado de aditivos para lubricantes y retardadores de fuego al adquirir Chemtura (compañía de productos químicos especiales para varios sectores industriales) y colocar su negocio de caucho en una empresa conjunta con Saudi Aramco.
En el primer trimestre de 2020, adquirió la compañía brasileña Itibanyl Produtos Especiais (IPEL), multinacional brasileña considerada una de las principales productoras de biocidas de ese país. La sede se encuentra en Jarinu, São Paulo.
En agosto de 2021 Lanxess acordó adquirir la unidad de control microbiano International Flavors & Fragrances por 1300 millones de dólares. Finalmente, en julio de 2022 se completo dicha adquisición.